# Pierre Jauréguy
Pour l’article homonyme, voir Jauréguy.

a Compétitions nationales et continentales officielles uniquement.

b Matchs officiels uniquement.
Dernière mise à jour le 18 février 2025.
Pierre Jauréguy, né le 28 mai 1891 à Ostabat-Asme (France) et mort le 26 juillet 1931 à Oran (Algérie française), est un joueur international français de rugby à XV. 
Il participe au premier titre de champion de France du Stade toulousain en 1912.
Son frère cadet, Adolphe Jauréguy, est également un joueur international français de rugby à XV.

## Biographie
Pierre Jauréguy naît le 28 mai 1891 à Ostabat-Asme dans les Basses-Pyrénées en France.
Par la suite, il pratique le rugby à XV aux postes d'ailier ou de centre avec le Stade toulousain. 
En 1911, avec le club toulousain, il marque un essai face au Gloucester RFC. Le match se termine par une défaite toulousaine.
En 1912, toujours avec le Stade toulousain, il participe au premier titre de champion de France de l'histoire du club, dans une équipe invaincue cette saison alors surnommée la Vierge rouge. Il marque un essai en finale contre le Racing Club de France,. 
Il compte également quatre sélections en équipe de France, obtenues en 1913 dans le cadre du Tournoi des Cinq Nations qui voit la France finir dernière, ainsi que lors d'une tournée en Afrique du Sud,,.
Lors de la Première Guerre mondiale, il est sélectionné pour représenter la France dans une sélection française militaire face à une sélection néo-zélandaise militaire. Cependant, une erreur administrative envoie l'invitation à son frère cadet, Adolphe Jauréguy, qui connaît alors sa première sélection.
En avril 1917, il participe, aux côtés de Maurice Boyau et Jules Forgues, à un match face à une sélection néo-zélandaise militaire qui se conclut par une victoire des Néo-Zélandais sur le score de 40 à 0 lors de la Coupe de la Somme,.
En 1922, il rentre à Toulouse après un long voyage en Orient. Lors de celui-ci, il se blesse et ne peut pas jouer au rugby.
En janvier 1923, il participe à une rencontre entre vétérans toulousains et les vétérans tarbais.
En dehors du rugby, il est vétérinaire.
Pierre Jauréguy décède d'une piqure anatomique le 26 juillet 1931 à l'hôpital militaire d'Oran en Algérie française. Il est enterré à Arancou, dans les Basses-Pyrénées, le 1er août 1931. Il était marié à Mlle Sallahart.

## Statistiques en équipe nationale
| Matchs internationaux de Pierre Jauréguy | Matchs internationaux de Pierre Jauréguy | Matchs internationaux de Pierre Jauréguy | Matchs internationaux de Pierre Jauréguy | Matchs internationaux de Pierre Jauréguy | Matchs internationaux de Pierre Jauréguy | Matchs internationaux de Pierre Jauréguy | Matchs internationaux de Pierre Jauréguy | Matchs internationaux de Pierre Jauréguy | Matchs internationaux de Pierre Jauréguy |
|                                          | Date                                     | Adversaire                               | Résultat                                 | Compétition                              | Poste                                    | Points                                   | Essais                                   |                                          |                                          |
| ---------------------------------------- | ---------------------------------------- | ---------------------------------------- | ---------------------------------------- | ---------------------------------------- | ---------------------------------------- | ---------------------------------------- | ---------------------------------------- | ---------------------------------------- | ---------------------------------------- |
| sous les couleurs de la France           |                                          |                                          |                                          |                                          |                                          |                                          |                                          |                                          |                                          |
| 1.                                       | 1er janvier 1913                         | Écosse                                   | 3-21                                     | Tournoi des Cinq Nations                 |                                          | -                                        | -                                        |                                          |                                          |
| 2.                                       | 11 janvier 1913                          | Afrique du Sud                           | 5-38                                     | Tournée                                  |                                          | -                                        | -                                        |                                          |                                          |
| 3.                                       | 27 février 1913                          | Pays de Galles                           | 8-11                                     | Tournoi des Cinq Nations                 |                                          | -                                        | -                                        |                                          |                                          |
| 4.                                       | 24 mars 1913                             | Irlande                                  | 0-24                                     | Tournoi des Cinq Nations                 |                                          | -                                        | -                                        |                                          |                                          |

## Palmarès
- Vainqueur du Championnat de France en 1912 avec le Stade toulousain.

## Distinctions
- Chevalier de la Légion d'honneur[2]

Il existe également un Pierre Jauréguy, né le 26 avril 1892 à Tardets et décédé le 19 novembre 1952. Celui-ci était un médecin militaire décoré en tant qu’officier de la Légion d'honneur. Le collège de Tardets-Sorholus, Collège Docteur Pierre Jauréguy semble donc nommé en son honneur.